# Mehlmeisel

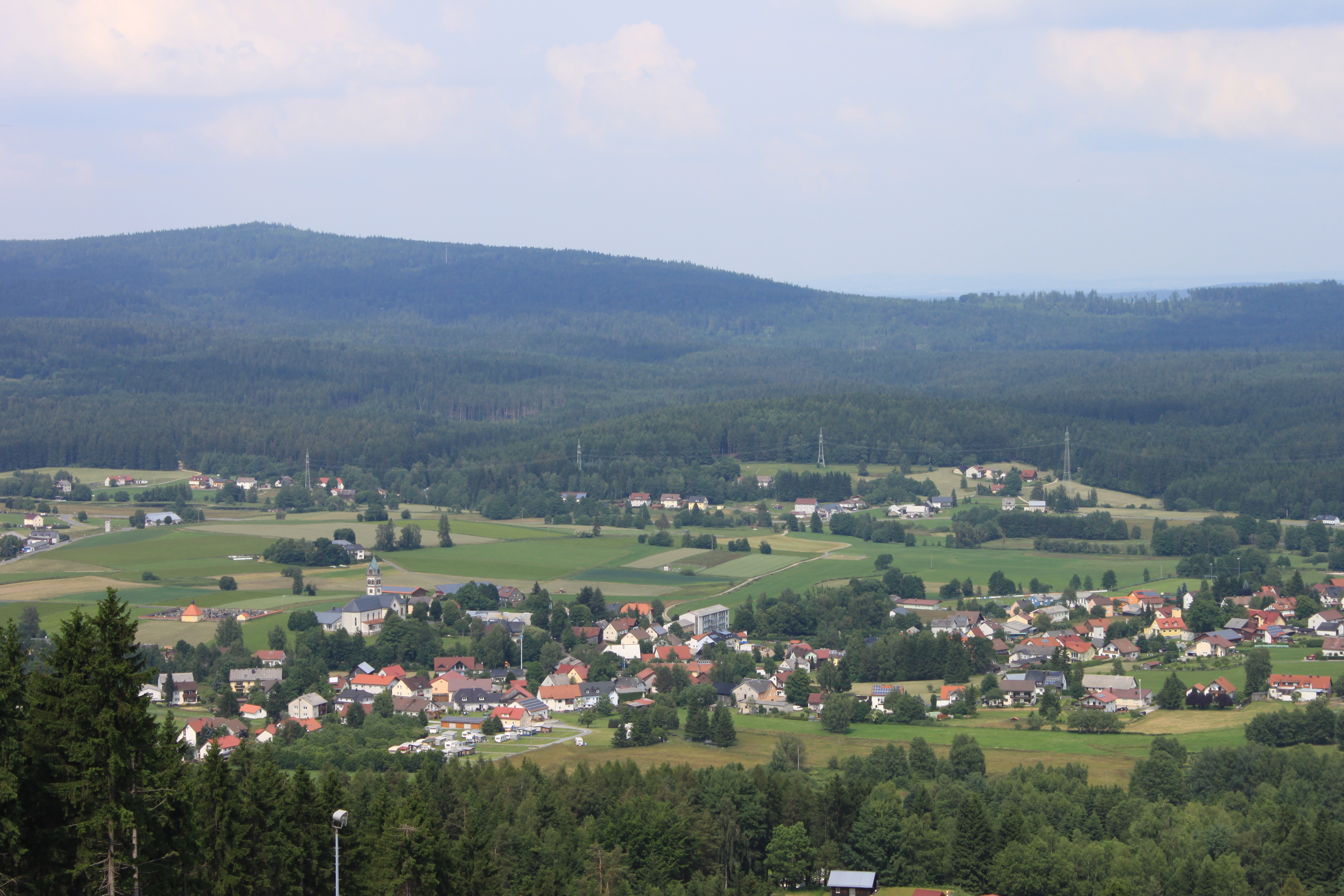
Blick vom Klausenberg (Bayreuther Haus) Richtung Nordost auf Mehlmeisel (2013)

Mehlmeisel ist eine Gemeinde im Landkreis Bayreuth, Regierungsbezirk Oberfranken. Der gleichnamige Hauptort ist Sitz der Gemeindeverwaltung und ein staatlich anerkannter Erholungsort.

## Geografie

### Geografische Lage
Die Streusiedlung Mehlmeisel liegt im Naturpark Fichtelgebirge am Oberlauf der Fichtelnaab in einem Talkessel südöstlich des Ochsenkopfs.

### Gemeindegliederung
Es gibt 10 Gemeindeteile (in Klammern ist der Siedlungstyp angegeben):
- Erllohe (Dorf)
- Fischlohe (Einöde)
- Hüttstadl (Einöde)
- Klausenhäusl (Einöde)
- Mehlmeisel (Pfarrdorf)
- Mitterlind (Dorf)
- Neugrün (Dorf)
- Oberlind (Weiler)
- Richardsfeld (Dorf)
- Unterlind (Kirchdorf)

Es gibt auf dem Gemeindegebiet die Gemarkungen Fichtelberg (Gemarkungsteil 2), Mehlmeisel und Neugrün. Die Gemarkung Mehlmeisel hat eine Fläche von 11,773 km². Sie ist in 1472 Flurstücke aufgeteilt, die eine durchschnittliche Flurstücksfläche von 7997,64 m² haben. In ihr liegen sämtliche Gemeindeteile außer Neugrün.

### Nachbargemeinden
Angrenzende Gemeinden und Gemeindefreie Gebiete sind:
|                                   | Fichtelberg                                 | Gemeindefreies Gebiet Fichtelberg             |
| Gemeindefreies Gebiet Fichtelberg | Kompassrose, die auf Nachbargemeinden zeigt | Nagel (Landkreis Wunsiedel im Fichtelgebirge) |
|                                   | Brand (Landkreis Tirschenreuth/Oberpfalz)   |                                               |

## Geschichte

### Mittelalter
Der Ort wurde 1283 als „welmvzels“ erstmals urkundlich erwähnt. Dem Ortsnamen liegt der slawische Personenname Vel’emyslъ mit angehängtem deutschen Genetiv-s zugrunde. In der am Sonntag Invocavit 1283 in Regensburg ausgestellten Verkaufsurkunde wird die Übertragung von Leuchtenbergischen Ländereien um Waldeck an Herzog Ludwig den Strengen dokumentiert:

„silvam welmvzels dimidiam, ad quam pertinent sex ville“

 Übersetzung: Der Wald des Welmysl, zu welchem sechs Villen gehören.
Der slawische Lokator „Welmysl“ oder „Velemysl“ ist historisch ansonsten nicht fassbar. Im Salbuch Herzog Ludwigs um das Jahr 1285 nimmt die Gegend der sechs Villen eine Sonderstellung ein, denn sie war frei von Abgaben und besaß alte Rechte, die wohl Jahrhunderte zurück reichten:

„Item silva welmvzels dimidia ad quam pertinent sex ville et alia multa jura tam in apibus quam in aliis accidentiis“

 Übersetzung: Der Wald des Welmysl zur Hälfte, zu dem sechs Villen gehören und vielerlei Rechte, sowohl hinsichtlich Bienen als auch anderer Angelegenheiten.
Die alten Rechte verweisen vermutlich auf Bergbau, Wasser- und Waldnutzung. Auch alter Kirchenzehnt scheint wahrscheinlich, da eine Pfarrei „Welmawsels“ schon 1385 belegt werden kann. Honiggewinnung durch Bienenbeuten (Zeidlerei) bleibt über Jahrhunderte bedeutsam, wie eine Urkunde des Zeidlers Künzel Mülner aus dem Jahr 1435 belegt: Sein Vater, Ott Müller selig vom Melmewssels, habe die Zeidelweide auf dem Oberen Forst 80 Jahre innegehabt.
Während der spätmittelalterlichen Wüstungsperiode verließen die dort siedelnden Familien die klimatisch ungünstige Lage des Fichtelgebirgsortes Mehlmeisel. Bereits 1311 war von „neun Öden“ die Rede, 1422 wurden die Lokalitäten Oberlind, Rapotenreuth und Birk als Öden genannt, im weiteren Verlauf auch die „vier Öden“ Mehlmeisel, Niederlind, Grün und Mähring. 1438 bezeichnete ein Regensburger Pfarr-Register den Ort „Welmausel“ als Wüstung, in dem noch ein Priester in der örtlichen Kirche wirkte, jedoch keine Abgaben entrichtete.

„Welmausel, item plebanus ibidem, devastata est“

Die lokale Heimatforschung spekulierte über einen Überfall von Hussiten oder Plünderungen durch Markgrafen, was sich jedoch bei näherer Betrachtung als reine Erfindung aus der Zeit des 19. Jahrhunderts erwies.

### Neuzeit
Eine planmäßige Wiederbesiedlung des Raumes Mehlmeisel fand ab dem Jahr 1468 im Auftrag des Pfalzgrafen Philipp des Aufrichtigen statt. Hintergrund war die Belebung des pfälzischen Bergbaus an den Südausläufern des Fichtelgebirges. Treibende Kraft war dabei der Bergbauunternehmer und Amberger Hofkastner Jakob Parksteiner, der sich in Mehlmeisel mit seiner Familie in einem „Blochwerk“ niederließ und eine Laurentius-Kirche für sein Seelenheil erbaute. Um das Gotteshaus langfristig finanziell abzusichern, organisierte er zwei Ablassbriefe über die päpstliche Nuntiatur in Deutschland.
Von 1478 bis 1539 gehörte der Raum Mehlmeisel als Lehen den markgräflichen Hirschbergern zu Weißenstadt. 1539 wurde das gesamte Gebiet in die Hofmark Ebnath einverleibt, unter Führung der Hirschberger zu Ebnath und Schwarzenreuth.
Nach dem Dreißigjährigen Krieg arbeiteten auf Mehmeisler Gebiet entlang der Fichtelnaab etliche Eisenhämmer, wie der Hammer Unterlind oder der Hammer Oberlind, die von kurbayerischen Beamten merkantilistisch geführt wurden, bis sich der Staat im Jahr 1865 aus der Führung zurückzog und mit einer Versteigerung den Weg zur Privatisierung in der Gründerzeit frei machte.
Im Jahr 1808 erfolgte im Zuge der napoleonischen Reformen unter dem Minister Montgelas die Gründung des Steuerdistrikts Mehlmeisel. Zu diesem gehörten Erllohe, Fischlohe, Hüttstadl (Fichtelberg), Hüttstadl (Mehlmeisel), Mitterlind, Neugrün, Oberlind, St. Veit und Unterlind. Etwa zeitgleich entstand die Ruralgemeinde Mehlmeisel, die deckungsgleich war mit dem Steuerdistrikt mit Ausnahme von Hüttstadl-Fichtelberg und St. Veit. Sie war in Verwaltung und Gerichtsbarkeit dem Herrschaftsgericht Ebnath zugeordnet, das erst am 11. Mai 1831 zu einem Patrimonialgericht II. Klasse umgewandelt wurde, das auf die freiwillige Gerichtsbarkeit beschränkt war. Seitdem war in der Verwaltung und Gerichtsbarkeit das Landgericht Kemnath zuständig und in der Finanzverwaltung das Rentamt Kemnath (1919 in Finanzamt Kemnath umbenannt). Ab 1862 gehörte Mehlmeisel zum Bezirksamt Kemnath. Die Gerichtsbarkeit blieb beim Landgericht Kemnath (1879 in Amtsgericht Kemnath umgewandelt).
Der Ortskern von Mehlmeisel, das heißt, die Gehöfte rund um die alte Dorfkirche (heutige Kriegergedächtniskapelle), wurde am 30. Juni 1849 von einer verheerenden Brandkatastrophe heimgesucht.
Die reichliche Wasserkraft der Fichtelgebirgsflüsse wie Fichtelnaab und Schnaitbach blieb bis weit in das 20. Jahrhundert prägend für die Ortsentwicklung durch Ansiedlung von Armaturschleiferei, Pfannenhämmern, Spiegelglasschleiferei, Holzwollfabrik, Glasperlfabrik, Ziegelhütte, Bierbrauerei. Es erfolgte ab 1890 der Anschluss an das Eisenbahnnetz. Der letzte Zug fuhr im Jahr 1984. Anschließend wurde die Eisenbahnstrecke zurückgebaut und die Trasse wird seither als Fahrradweg genutzt.
Bis zur Gemeindegebietsreform 1972 gehörte Mehlmeisel zum aufgelösten Landkreis Kemnath und damit zur Oberpfalz. 1971 hatten sich die Einwohner mehrheitlich für den Verbleib im Regierungsbezirk Oberpfalz ausgesprochen, was jedoch nicht berücksichtigt wurde. Von 1978 bis 1993 bestand zwischen den Gemeinden Fichtelberg und Mehlmeisel eine Verwaltungsgemeinschaft (VG). Diese wurde nach langjährigen Verhandlungen im Oktober 1993 durch einen Landtagsbeschluss beendet. Seit dem 1. Januar 1994 ist Mehlmeisel wieder eine Gemeinde.

### Einwohnerentwicklung
Im Zeitraum von 1988 bis 2018 sank die Einwohnerzahl von 1435 auf 1312 um 123 bzw. um 8,6 %. Ein Höchststand wurde am 31. Dezember 1997 mit 1476 Einwohnern erreicht.
Gemeinde Mehlmeisel
| Jahr      | 1824   | 1840   | 1852   | 1861   | 1867   | 1871   | 1875   | 1880   | 1885   | 1890   | 1895   | 1900   | 1905   | 1910   | 1919   | 1925   | 1933   | 1939   | 1946   | 1950   | 1961   | 1970   | 1987   | 2000 | 2010   | 2015   | 2021   |
| Einwohner | 758    | 907    | 976    | 1000   | 1105   | 1081   | 1137   | 1132   | 1141   | 1154   | 1110   | 1147   | 1211   | 1262   | 1258   | 1158   | 1349   | 1360   | 1653   | 1641   | 1618   | 1615   | 1461   | 1447 | 1353   | 1321   | 1318   |
| Häuser    | 91     |        |        |        |        | 128    |        |        | 130    | 134    |        | 143    |        |        |        | 178    |        |        |        | 223    | 274    |        | 415    |      |        | 476    | 484    |
| Quelle    | [ 30 ] | [ 31 ] | [ 31 ] | [ 32 ] | [ 33 ] | [ 34 ] | [ 35 ] | [ 36 ] | [ 37 ] | [ 38 ] | [ 31 ] | [ 39 ] | [ 31 ] | [ 40 ] | [ 31 ] | [ 41 ] | [ 31 ] | [ 31 ] | [ 31 ] | [ 42 ] | [ 43 ] | [ 44 ] | [ 45 ] |      | [ 46 ] | [ 46 ] | [ 47 ] |

Ort Mehlmeisel
| Jahr      | 001819 | 00 1824 | 001861 | 001871 | 001885 | 001900 | 001925 | 001950 | 001961 | 001970 | 001987 |
| Einwohner | 229    | 365     | 486    | 540    | 614    | 587    | 595    | 645    | 594    | 620    | 570    |
| Häuser    |        | 38      |        |        | 67     | 76     | 93     | 92     | 107    |        | 165    |
| Quelle    | [ 25 ] | [ 30 ]  | [ 32 ] | [ 34 ] | [ 37 ] | [ 39 ] | [ 41 ] | [ 42 ] | [ 43 ] | [ 44 ] | [ 45 ] |

## Politik

### Bürgermeister
Zum Ersten Bürgermeister wurde 2014 mit 64,6 % der Stimmen Franz Tauber (Freie Wählergemeinschaft Mehlmeisel) gewählt. Sein Vorgänger war Günter Pöllmann (CSU).

### Gemeinderat
Die letzten Kommunalwahlen führten zu den folgenden Sitzverteilungen im Gemeinderat:
| Parteien und Wählergruppen          | 2008 | 2014 | 2020 |
| ----------------------------------- | ---- | ---- | ---- |
| CSU                                 | 6    | 6    | 6    |
| Freie Wählergemeinschaft Mehlmeisel | 6    | 6    | 6    |
| Summe                               | 12   | 12   | 12   |

### Wappen und Flagge
Wappen
| Wappen Gde. Mehlmeisel | Blasonierung: „Über goldenem Schildfuß, darin ein beblätterter grüner Weißdornzweig mit roten Früchten, gespalten von Silber und Grün; vorne ein grüner Nadelbaum über zwei schräg gekreuzten schwarzen Hacken, hinten ein wachsender silberner Hirsch.“ |
| Wappen Gde. Mehlmeisel | |

Flagge
Die Gemeindeflagge ist grün-gold-grün.

## Religion
Mehlmeisel ist eine überwiegend katholisch geprägte Gemeinde und gehört zum Bistum Regensburg und zum Dekanat Tirschenreuth-Wunsiedel.

## Organisationen
- Bergwacht Mehlmeisel
- Katholischer Burschenverein Unterlind

## Kultur und Sehenswürdigkeiten

### Baudenkmäler

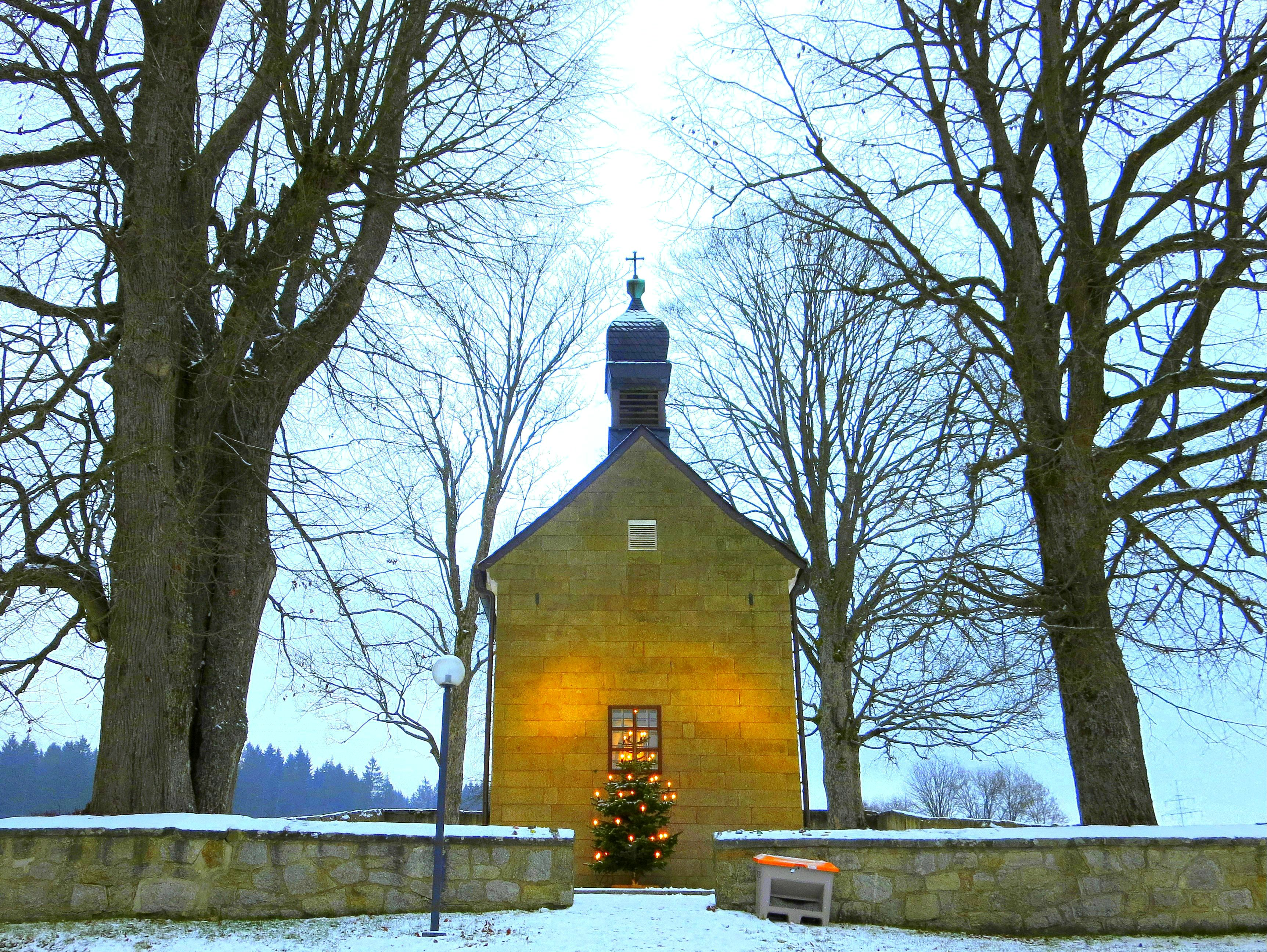
Barocke Wallfahrtskapelle Maria Loreto

- Barocke Wallfahrtskapelle Maria LoretoNeoromanische katholische Pfarrkirche St. Johannes Baptist in Mehlmeisel, erbaut 1906/07, erweitert 1951/52
- Barocke Wallfahrtskapelle Maria Loreto (Hammerkirchl) im Gemeindeteil Unterlind, erbaut 1686
- Kriegergedächtniskapelle mit Granit-Kirchturm (Standort der alten Dorfkirche)

### Freizeit
- Geführte Wanderungen
- Mountainbiking

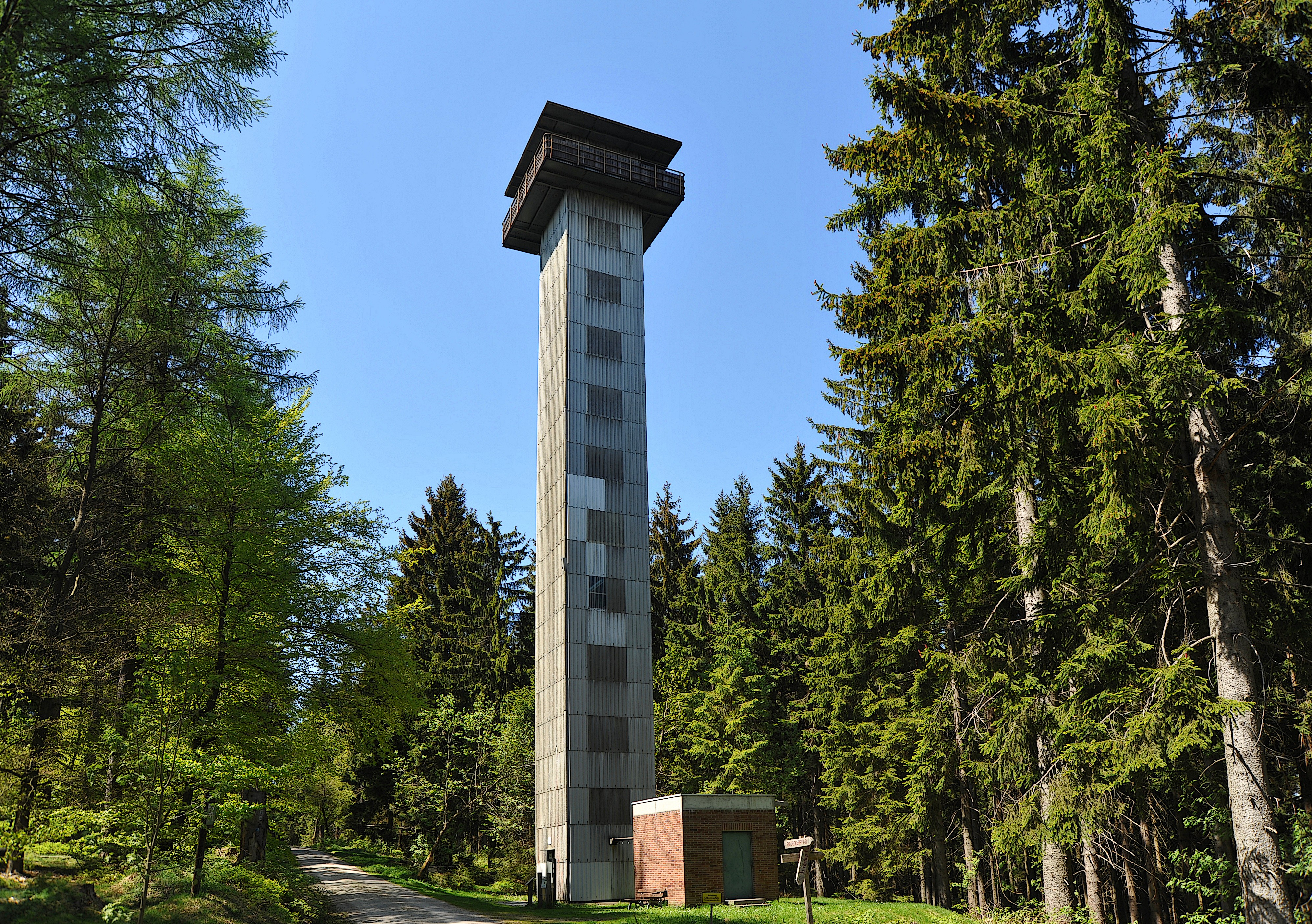
Klausenturm (2011)

- Naherholungszentrum Bayreuther Haus mit Klausenturm, Waldinformationszentrum im Waldhaus Mehlmeisel und Trimm-Dich-Pfad
- Nordic Walking
- Wildpark Waldhaus Mehlmeisel mit Wildgehegen für Reh-, Rot- und Schwarzwild, Fuchs, Dachs etc.; seit April 2014 Freigehege für Luchse; Streichelzoo. Dieser war Außenstelle der Landesgartenschau Bayreuth 2016.

### Sport
- Klausenlift (Alpine FIS-Skianlage)
- Langlaufloipen des Nordic Parc Fichtelgebirge
- TSV Mehlmeisel (Fußball)
- SG 1904 Mehlmeisel (Sportschießen)

## Verkehr
Die Staatsstraße 2181 führt nach Fichtelberg (2,8 km nördlich) bzw. nach Brand (3,5 km südöstlich). Eine Gemeindeverbindungsstraße führt über Erllohe nach Neugrün (2,1 km nordwestlich).